# Schoeler-Schlösschen

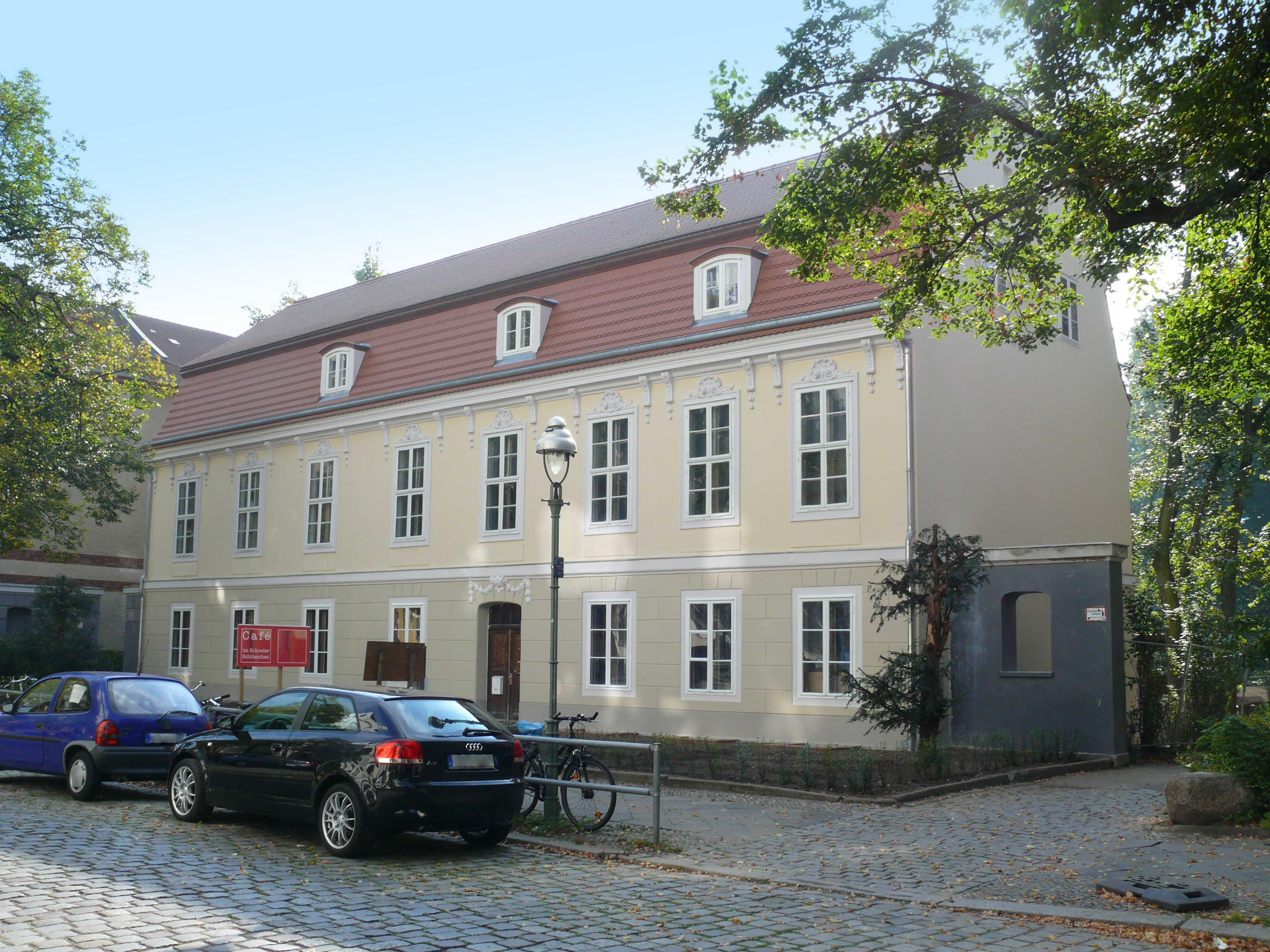
Das Schoeler-Schlösschen in Berlin-Wilmersdorf

Das Schoeler-Schlösschen ist das älteste erhaltene Gebäude im Berliner Ortsteil Wilmersdorf, dessen Anfänge bis 1752/1753 zurückreichen. Es befindet sich in der Wilhelmsaue 126.
Der Wilmersdorfer Pfarrer Samuel Gottlieb Fuhrmann erhielt einen – seit dem Ende des Dreißigjährigen Krieges ungenutzten – „wüsten“ Hof mit der Auflage, dort ein eingeschossiges Büdnerhaus als einfachen Fachwerkbau zu errichten und Maulbeerbäume für die Seidenraupenzucht anzupflanzen. Haus und Grundstück wechselten in der Folge mehrfach den Besitzer. 1765/1766 erfolgte der Umbau zu einem stattlichen barocken Landhaus, ein Stockwerk wurde aufgesetzt, Nebengebäude errichtet und ein großer Garten zum Wilmersdorfer See hin angelegt. 
1893 ging das Haus an den namengebenden Berliner Augenarzt Heinrich Schoeler (1844–1918), der hier bis zu seinem Tode wohnte. Eine Wohnungsbaugesellschaft erwarb 1929 einen Teil des Grundstücks und errichtete dort große Wohnblocks; das Haus und ein Teil des Parks kamen in städtischen Besitz und wurden vom Bezirksjugendamt für verschiedene Zwecke genutzt. 1935 wurde das Gebäude um ein zweites – im Stil den unteren Geschossen angeglichenes – Stockwerk erweitert und von der Hitlerjugend sowie als Heimatmuseum genutzt. Von 1946 bis 2003 wurde das Haus als Kindertagesstätte genutzt; seit einem Brand im Februar 2003 stand es leer.

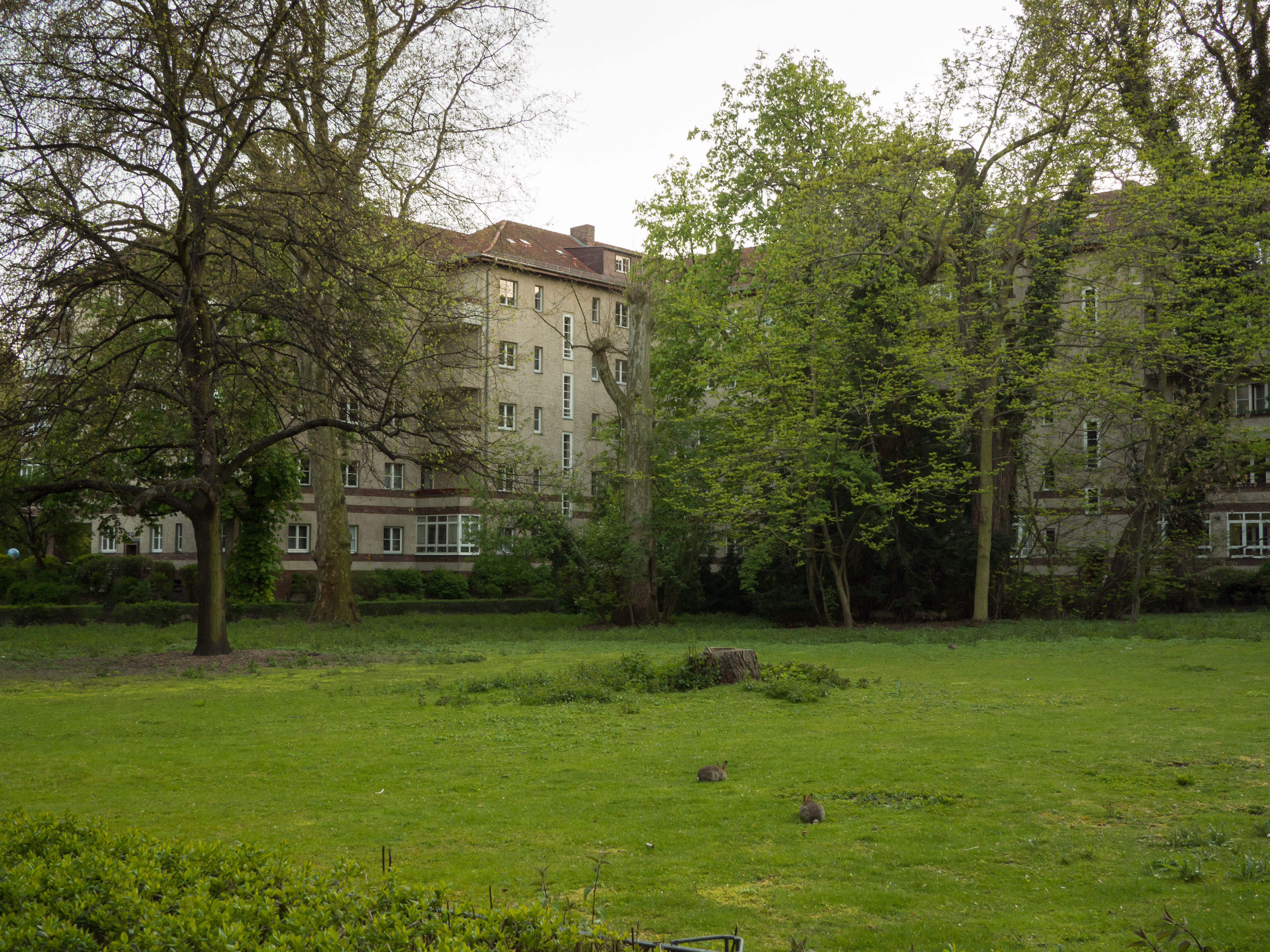
Der Schoelerpark hinter dem Gebäude wird umrahmt von Wohnblöcken der 1920er Jahre

Das Bezirksamt Charlottenburg-Wilmersdorf plant mit der Stiftung Denkmalschutz Berlin die Restaurierung des denkmalgeschützten Gebäudes. Letztere bestand auf dem Abriss des zweiten Stockwerks und dem Rückbau in seinen barocken Urzustand. Die Oberste Denkmalschutzbehörde von Berlin genehmigte im Februar 2007 unter politischem Druck den Abriss dieses Stockwerks. Im Schoeler-Schlösschen sollte die rund 8000 Bände umfassende Büchersammlung von Altbundespräsident Johannes Rau untergebracht werden.
Am 29. Januar 2010 fand unter Beteiligung des Vorstandes der Stiftung Denkmalschutz Berlin sowie zahlreichen Vertretern aus der kommunalen Kulturpolitik, der Kunstwissenschaft und der am Projekt beteiligten Gewerke das Richtfest des rekonstruierten Dachstuhls statt. Die Bauarbeiten halten an.
Am 17. Januar 2011 erhielt die Stiftung Denkmalschutz Berlin vom Essener Evonik-Konzern einen Scheck über 100.000 Euro zur Errichtung der Bibliothek.
Das Erdgeschoss wurde von der Lebenswege gGmbH für Ausstellungszwecke, Vorträge und Aufführungen (Kultursalon) sowie als „Baustellen-Café“ genutzt. Zum 30. August 2011 schloss der Kultursalon einschließlich Café.
Im Dezember 2012 wurde der Nießbrauchvertrag aufgehoben, weil eine weitere Finanzierung durch die Stiftung Denkmalschutz nicht mehr möglich war. Damit war das Bezirksamt wieder vollberechtigter Eigentümer. Zu diesem Zeitpunkt war der Innenausbau noch nicht in Angriff genommen worden. Das Haus steht seit September 2011 wieder leer.
Verschiedene Pläne des Bezirksamtes, das Schoeler-Schlösschen als eine weitere Sozialeinrichtung mit einem kulturellen Beiprogramm und als Teilersatz für das aufgelöste Rathaus Wilmersdorf zu nutzen, scheiterten an einem „fehlenden tragfähigen Konzept“. Es wurden diverse Anträge zur Finanzierung bei der Stiftung Deutsche Klassenlotterie mit unterschiedlichen Nutzungsvorstellungen gestellt, von Bibliothek über Trauraum, Büro des Heimatvereins bis hin zu umfangreicher Seniorenarbeit.
Anfang Juni 2015 lehnte der Stiftungsrat den nunmehr dritten Antrag endgültig ab; Finanzierung und Konzept konnten nicht überzeugen. Schon vor der dritten Ablehnung hatte sich die Bürgerinitiative Schoeler-Schlösschen gegründet, deren Ziel es ist, das Gebäude zu einer selbstverwalteten soziokulturellen Einrichtung für das Viertel um die Wilhelmsaue zu machen. 
Im Juli 2025 wurde das Schoeler-Schlösschen nach Fertigstellung der Renovierung als Kulturort neu eröffnet.